# Calocoris affinis
Calocoris affinis is een wants uit de familie van de blindwantsen (Miridae). De soort werd het eerst wetenschappelijk beschreven door Gottlieb August Wilhelm Herrich-Schäffer in 1835.

## Uiterlijk
De glanzend groene wants kan 6,5 tot 8 mm lang worden en is altijd macropteer (langvleugelig). Het lichaam is groen en bedekt met korte zwarte haartjes. Het eerste antenne segment is groen, het tweede gedeeltelijk en het derde en vierde segment volledig zwartbruin van kleur. het doorzichtige deel van de vleugels is zwartbruin met groene aders. Het uiteinde van de poten is zwart, de schenen zwartbruin met bruine stekeltjes. De rest van de poten is groen gekleurd.

## Leefwijze
De wantsen hebben de grote brandnetel (Urtica dioica) als waardplant maar de volwassen dieren kunnen van juni tot augustus ook op schermbloemen gevonden worden. Er is een enkele generatie per jaar en de soort overwintert als eitje.

## Leefgebied
Het leefgebied van de wants strekt zich uit van Europa tot Azië en Noord-Afrika. In Nederland is de soort zeldzaam en komt buiten Limburg maar op enkele plekken voor in enigszins vochtige gebieden langs bosranden en houtwallen.